# Ōkurayama
Ōkurayama (jap. 大倉山シャンツェ Ōkurayama Schanze) – skocznia narciarska w japońskim Sapporo, na Hokkaido, o punkcie K umiejscowionym na 123. metrze (HS137).

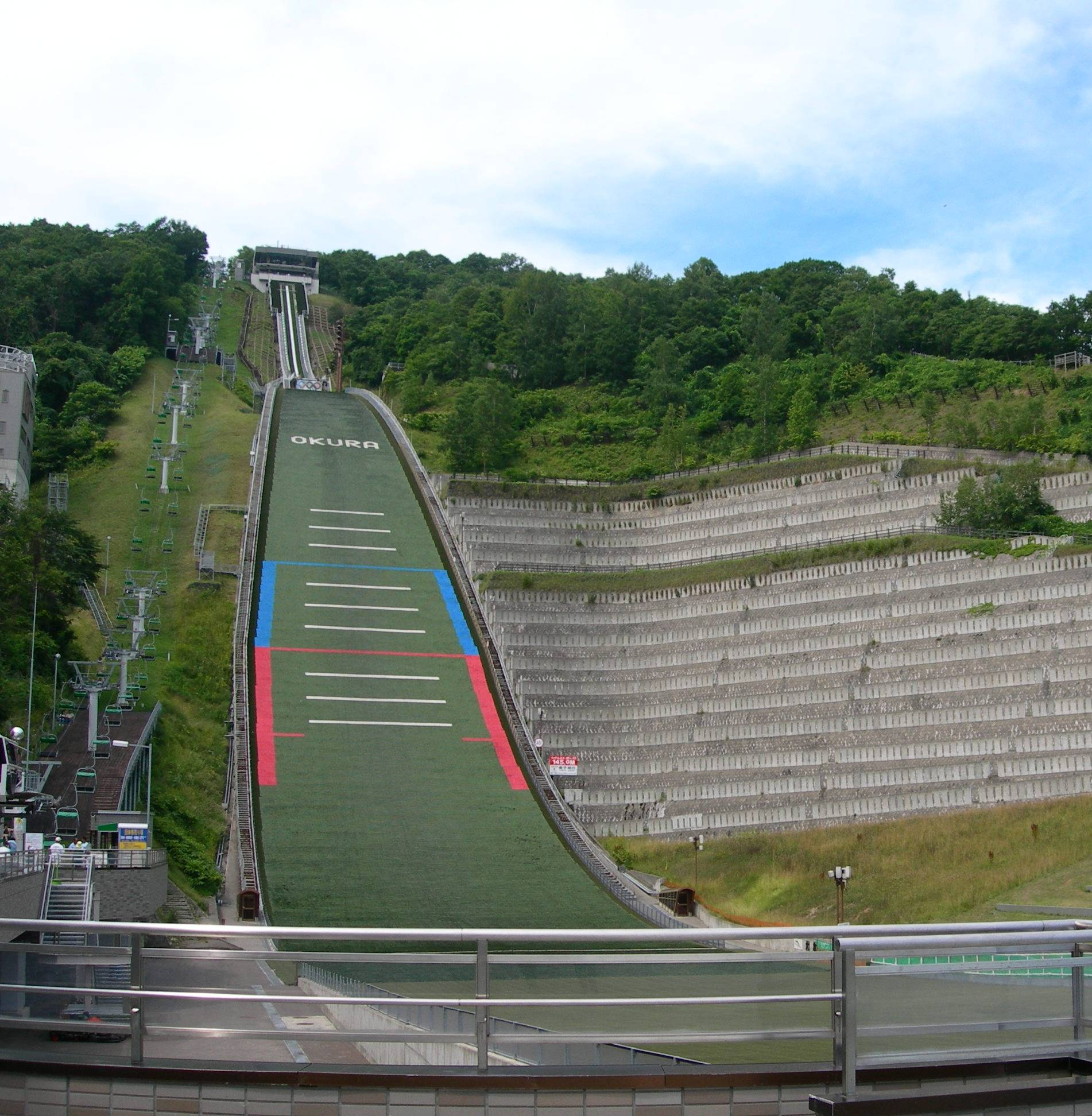
Skocznia latem

Na skoczni odbywają się konkursy Pucharu Świata, Pucharu Kontynentalnego, Letniego Grand Prix oraz Pucharu FIS. Skocznia posiada sztuczne oświetlenie, igelit i gondolę.
Rekordzistą skoczni jest Kamil Stoch, który uzyskał 148,5 m podczas zawodów Pucharu Świata rozegranych 26 stycznia 2019 roku. 
W 1972 roku w Sapporo odbyły się XI Zimowe Igrzyska Olimpijskie. Złotym medalistą został wówczas Wojciech Fortuna, który wyprzedził o 0,1 pkt Szwajcara Waltera Steinera oraz o 0,6 pkt reprezentanta Niemieckiej Republiki Demokratycznej Rainera Schmidta.
W lutym 2007, podczas XXXVI Mistrzostw Świata w Narciarstwie Klasycznym, odbyły się tu dwa konkursy. Indywidualnie zwyciężył Simon Ammann, a drużynowo reprezentacja Austrii w składzie: Wolfgang Loitzl, Gregor Schlierenzauer, Andreas Kofler, Thomas Morgenstern.
Najdłuższym ustanym skokiem na Ōkurayamie jest skok na odległość 152,5 m Robina Pedersena oddany podczas treningu przed kwalifikacjami do konkursu Pucharu Świata w dniu 14 lutego 2025.

## Parametry skoczni
- Punkt konstrukcyjny: 123 m
- Wielkość skoczni (HS): 137 m
- Długość rozbiegu: 94 m
- Nachylenie progu: 11°
- Wysokość progu: 3,3 m
- Nachylenie zeskoku: 34°

## Rekordziści skoczni
Rekordy oficjalne, ustanowione podczas najwyższej rangi zawodów międzynarodowych: igrzysk olimpijskich, mistrzostw świata, Pucharu Świata.
| Data             | Zawodnik          | Odległość | Zawody                         | Uwagi                |
| ---------------- | ----------------- | --------- | ------------------------------ | -------------------- |
| 11 lutego 1972   | Wojciech Fortuna  | 111,0 m   | XI Zimowe Igrzyska Olimpijskie |                      |
| 12 stycznia 1980 | Bogdan Norčič     | 113,0 m   | Puchar Świata 1979/1980        |                      |
| 12 stycznia 1980 | Hirokazu Yagi     | 113,5 m   | Puchar Świata 1979/1980        |                      |
| 13 stycznia 1980 | Masahiro Akimoto  | 114,0 m   | Puchar Świata 1979/1980        |                      |
| 22 stycznia 1984 | Manfred Steiner   | 114,0 m   | Puchar Świata 1983/1984        | wyrównanie rekordu   |
| 26 stycznia 1986 | Matti Nykänen     | 120,0 m   | Puchar Świata 1985/1986        |                      |
| 15 stycznia 1987 | Primož Ulaga      | 121,0 m   | Puchar Świata 1986/1987        |                      |
| 15 grudnia 1991  | Werner Rathmayr   | 122,0 m   | Puchar Świata 1991/1992        |                      |
| 20 grudnia 1992  | Akira Higashi     | 122,0 m   | Puchar Świata 1992/1993        | wyrównanie rekordu   |
| 23 stycznia 1994 | Jens Weißflog     | 125,0 m   | Puchar Świata 1993/1994        |                      |
| 19 stycznia 1997 | Roar Ljøkelsøy    | 126,0 m   | Puchar Świata 1996/1997        |                      |
| 19 stycznia 1997 | Takanobu Okabe    | 129,0 m   | Puchar Świata 1996/1997        |                      |
| 19 stycznia 1997 | Dieter Thoma      | 134,5 m   | Puchar Świata 1996/1997        |                      |
| 23 stycznia 1999 | Dieter Thoma      | 135,5 m   | Puchar Świata 1998/1999        |                      |
| 24 stycznia 1999 | Martin Schmitt    | 139,0 m   | Puchar Świata 1998/1999        |                      |
| 25 stycznia 2003 | Florian Liegl     | 139,0 m   | Puchar Świata 2002/2003        | wyrównanie rekordu   |
| 6 lutego 2005    | Risto Jussilainen | 139,0 m   | Puchar Świata 2004/2005        | wyrównanie rekordu   |
| 22 stycznia 2006 | Roar Ljøkelsøy    | 140,0 m   | Puchar Świata 2005/2006        |                      |
| 26 stycznia 2014 | Andreas Kofler    | 140,0 m   | Puchar Świata 2013/2014        | wyrównanie rekordu   |
| 25 stycznia 2015 | Kamil Stoch       | 140,0 m   | Puchar Świata 2014/2015        | wyrównanie rekordu   |
| 29 stycznia 2016 | Domen Prevc       | 141,0 m   | Puchar Świata 2015/2016        |                      |
| 31 stycznia 2016 | Daiki Itō         | 141,5 m   | Puchar Świata 2015/2016        |                      |
| 31 stycznia 2016 | Anders Fannemel   | 143,5 m   | Puchar Świata 2015/2016        |                      |
| 12 lutego 2017   | Maciej Kot        | 144,0 m   | Puchar Świata 2016/2017        | podczas kwalifikacji |
| 12 lutego 2017   | Stefan Kraft      | 144,0 m   | Puchar Świata 2016/2017        | wyrównanie rekordu   |
| 26 stycznia 2019 | Kamil Stoch       | 148,5 m   | Puchar Świata 2018/2019        |                      |
| 14 lutego 2025   | Robin Pedersen    | 152,5 m   | Puchar Świata 2024/2025        | trening              |